# 褐喉食蜜鸟
，是雀形目太阳鸟科的一种鸟类。

## 特征
褐喉食蜜鸟体重约11.33克，翼长约67.1毫米，嘴峰长约20.3毫米，喙宽度约3.7毫米，喙厚度约3.3毫米，跗蹠长约16.4毫米，尾长约39.6毫米。褐喉食蜜鸟在其分布区内为留鸟，其栖息在半开放的中等高度的林地中，食性为杂食性，主要食物来源是陆生无脊椎动物。

## 亚种
- ：分布于缅甸南部至泰国半岛、印度支那、苏门答腊岛和南婆羅洲島。
- ：分布于马拉图阿岛。
- ：分布于北婆罗洲（沙巴、文莱和邻近岛屿）。
- ：分布于宿务、马斯巴特岛、莱特岛、班乃岛、锡布延岛、塔布拉斯岛、朗布隆岛、蒂考岛。
- ：分布于菲律宾南部（巴西兰岛、棉兰老岛西部和中部以及Talikud Island）。
- ：分布于卡加延苏禄岛（菲律宾南部）。
- ：分布于菲律宾南部（Balabac、库里昂、巴拉望和卡拉依特岛）。
- ：分布于苏禄群岛（邦奥岛、霍洛岛、Tawitawi和Basbas）。
- ：分布于菲律宾南部（西布图和西坦基）。
- ：分布于桑义赫岛和锡奥岛（苏拉威西岛附近）。
- ：分布于苏拉威西岛和邻近岛屿。
- ：分布于邦盖岛和Sula。
- ：分布于西小巽他群岛（龙目岛至潘塔尔岛和阿洛岛）。
- ：分布于松巴岛（小巽他群岛）。
- ：分布于阿南巴斯岛（中国南海）。[4]